# Parting In summer
Parting In summer는 2014년 7월 10일 발매한 서영은의 미니앨범이다. 타이틀 곡은 서영은이 직접 작사하고 김세진과 PJ, 김진훈이 함께 작곡한 '치사 치사 치사'라는 발라드 곡이다. '치사 치사 치사'의 뮤직비디오는 원맨아티스트 원써겐이 직접 기획하고 제작했다.

## 수록곡
전체 작곡: 서영은 (예외는 *로 표시)
| #  | 제목                                                   | 작사   | 재생 시간 |
| -- | ------------------------------------------------------ | ------ | --------- |
| 1. | 〈치사 치사 치사 (* 김세진, PJ, 김진훈과 함께 작곡) 〉 | 서영은 |           |
| 2. | 〈사치 사치 사치〉 (with 쇼리 제이 of 마이티 마우스)   | 서영은 |           |
| 3. | 〈첫사랑을 찾습니다〉                                  | 서영은 |           |
| 4. | 〈설마...〉                                            | 서영은 |           |
| 5. | 〈얼굴이 반칙〉                                        | 서영은 |           |
| 6. | 〈가을이 오면 (New ver.)(추억)〉                       | 서영은 |           |
| 7. | 〈치사 치사 치사〉 (Inst.)                             |        |           |